# 엑셀 사가
《엑셀 사가》(エクセル♥サーガ, Excel Saga)는 리쿠도우 코우시가 그린 만화 시리즈이다. 1995년부터 Young King OURs지에 연재되고 있으며, 개개의 챕터들은 소년화보사의 단행본으로 배포되었다.
이 만화는 빅터 엔터테인먼트에 의해 애니메 텔레비전 시리즈로 채택되었다. 와나베 시니치가 감독하고 J.C.STAFF에 의해 피처링된 이 애니메이션 시리즈는 1999년 TV 도쿄를 통해 첫 방영되었다. TV 도쿄는 시리즈의 26개의 에피소드 중 25개만 방영하였는데, 마지막 편의 경우 일본 텔레비전에서 방영하기에 의도적으로 너무 폭력적이고 길었기 때문이다. 이러한 연유로 이 판은 DVD 판에만 포함되었다.
이 시리즈는 어느 정도 판매량 면에서 성공을 거두었다.

## 미디어

### 만화
이 시리즈는 1996년 처음으로 일본에서 Young King OURs를 통해 매월 연재되기 시작하여 2011년 8월에 연재가 끝났다.

### 애니메이션

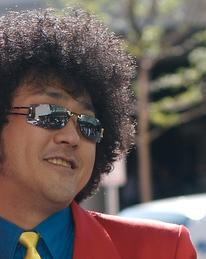
나베신 캐릭터 복장을 한 와타나베 시니치.

J.C.STAFF는 이 애니메이션을 채택, 개발하였으며 와타나베 시니치가 감독하였다. 1999년 10월 7일부터 2000년 3월 30일까지 TV 도쿄를 통해 25화가 방영되었다.

### 사운드트랙
애니메이션 음악을 특징으로 하는 여러 음반이 출시되었다. 《엑셀 사가 - 오리지널 사운드트랙 실험 1》(エクセル・サーガ ― 大いなるサウンドトラック実験1)은 2000년 1월 1일에 출시되었다. 이 음반은 나중에 2005년 8월 9일 북아메리카에서 출시되었다. 뒤이어 《엑셀 사가 - 오리지널 사운드트랙 실험 2》 (エクセル・サーガ ― 大いなるサウンドトラック実験2 おまけ 寸止め海峡)가 2000년 3월 23일에 출시되었다. 이 음반의 북아메리카 버전은 2005년 11월 1일에 출시되었다.